# Aldo Carosi
Aldo Carosi (Viterbo, 30 giugno 1951) è un magistrato italiano, giudice della Corte costituzionale dal 2011 al 2020 nonché vicepresidente dal 2016 al 2020.

## Biografia
Si è laureato presso l'Università degli Studi "La Sapienza" di Roma.
Con concorso pubblico, è entrato come referendario alla Corte dei conti nel 1990, divenendo consigliere nel 1994; negli anni ha ricoperto numerosi incarichi.
Ha svolto anche attività di docenza universitaria e post-universitaria ed è autore di numerose pubblicazioni in materia di contabilità e contrattualistica pubblica.
Il 17 luglio 2011 è stato eletto al ballottaggio giudice della Corte costituzionale dai magistrati della Corte dei conti, in sostituzione del giudice Paolo Maddalena. Ha prestato giuramento al Quirinale il 13 settembre insieme alla giudice Marta Cartabia, nominata alcuni giorni prima dal Presidente della Repubblica Giorgio Napolitano. 
Il 24 febbraio 2016 viene nominato vicepresidente della Corte costituzionale dal neoeletto presidente Paolo Grossi; viene confermato l'8 marzo 2018 anche dal successore Giorgio Lattanzi, nonché, l'11 dicembre 2019, da Marta Cartabia.
Cessa dell'incarico di vicepresidente e di giudice costituzionale il 13 settembre 2020, allo scadere dei nove anni di mandato.